# Luxembourg aux Jeux olympiques d'hiver de 2018
Le Luxembourg participe aux Jeux olympiques d'hiver de 2018 à Pyeongchang en Corée du Sud du 9 au 25 février 2018. Il s'agit de sa dixième participation à des Jeux d'hiver.

## Participation
Aux Jeux olympiques d'hiver de 2018, un seul athlète de l'équipe du Luxembourg participe aux épreuves suivantes : 
| Sport     | Hommes | Femmes | Total |
| --------- | ------ | ------ | ----- |
| Ski alpin | 1      | 0      | 1     |
| Total     | 1      | 0      | 1     |